# Lycée français international Marguerite-Duras
Le lycée français international Marguerite-Duras est un lycée français situé dans le 9e arrondissement d'Hô Chi Minh-Ville, la plus grande métropole du Viêt Nam. Il assure la poursuite des activités de l'École française Colette, qui existait déjà au début des années 1960 à Saïgon mais avait dû céder ses locaux à une école vietnamienne en 1975, avant de reprendre sa croissance à partir de 1990, année marquée par l'ouverture du Viet Nam sur l'étranger et la création de l'Agence pour l'enseignement français à l'étranger (AEFE).

## Informations
Le bâtiment actuel est mis en chantier en 2009 et inauguré en 2011, dans le quartier Long Binh de la ville, par l'AEFE et le consulat général de France à Hô Chi Minh-Ville.
L'établissement géré par l'AEFE et homologué par le ministère français de l'Éducation nationale, accueille plus de 970 élèves, de la maternelle au baccalauréat, dont environ 764 Français,.
Il est situé route No 11, district 9, Long Binh, Hô Chi Minh-Ville. 

## Pages liées
- Institut français du Vietnam
- Lycée Marie-Curie (Hô Chi Minh-Ville)
- Lycée d'élite Le Hong Phong